# Thelma Sutcliffe
Thelma Sutcliffe, nata Liesche (Omaha, 1º ottobre 1906 – Omaha, 17 gennaio 2022), è stata una supercentenaria statunitense vissuta 115 anni e 108 giorni.
È stata la statunitense più anziana in vita dal 17 aprile 2021, giorno della morte di Hester Ford, fino al suo decesso, ed era insieme alla giapponese Yoshi Otsunari e alla polacca Tekla Juniewicz, una delle ultime tre persone al mondo nate nell'anno 1906.

## Biografia
Thelma Sutcliffe Liesche nacque il 1º ottobre 1906 a Benson, nella città di Omaha, in Nebraska. Aveva una sorella di nome Marie Kelso, vissuta per 106 anni. Il 3 settembre 1924 sposò Bill Sutcliffe, all'età di 17 anni. Rimasero sposati fino al 1970, anno di morte del marito. Non ebbero figli. Durante l'arco della sua vita Thelma sconfisse due cancri al seno.
Fino ai 110 anni Thelma praticò sport, giocò a bridge e faceva anche il bucato.
Nel 2017 si trasferì in una struttura di residenza a Omaha.
Thelma è morta il 17 gennaio 2022, all'età di 115 anni e 108 giorni.